# Corynoptera parvula
Corynoptera parvula är en tvåvingeart som först beskrevs av Johannes Winnertz 1867.  Corynoptera parvula ingår i släktet Corynoptera och familjen sorgmyggor.
Artens utbredningsområde är Ontario. Inga underarter finns listade i Catalogue of Life.